# Hammarbyhöjden
Hammarbyhöjden är en närförort och stadsdel  i Söderort i Stockholms kommun som tillhör Skarpnäcks stadsdelsområde. Den är belägen strax söder om Södermalm och gränsar till Södra Hammarbyhamnen, Johanneshov, Enskededalen, Kärrtorp och Björkhagen. 

## Administrativ historik
Området Hammarbyhöjden införlivades med Stockholms stad 1 januari 1930. Innan dess tillhörde området Hammarby gård från senast 1330-talet. Gårdens egendom var del av Brännkyrka socken fram till 14 januari 1727 då den överfördes Sicklaö socken som blev en del av Nacka landskommun 1888. Efter inkorporeringen 1930 indelades den förra egendomen 1932 i de två stadsdelarna Norra Hammarby och Södra Hammarby, där Hammarbyhöjden var en del av Södra Hammarby. Indelningen bestod till 1 februari 1948 då Hammarbyhöjden bildades som stadsdel. 
Den 1 januari 1997 indelades Stockholms kommun i elva stadsdelsområden. Hammarbyhöjden inrättades först under Hammarby stadsdelsområde fram till 31 december 1998 då stadsdelsområdet upplöstes. Nästa dag, den 1 januari 1999, inrättades Hammarbyhöjden istället under Skarpnäcks stadsdelsområde som stadsdelen tillhört sedan dess.
Kyrkligt har området tillhört Skarpnäcks församling sedan 1957 och Enskede församling från 1931 till 1957.

## Geografi
Hammarbyhöjden är starkt kuperad med högsta punkt vid Boråsvägen 23 och 25, 62 meter över havet.

## Etymologi
Namnet Hammarby är känt sedan 1330-talet. Förleden hammar- betyder klippa och stenig mark, vilket anspelar på terrängen i området.

## Bebyggelseinventering 2004–2007

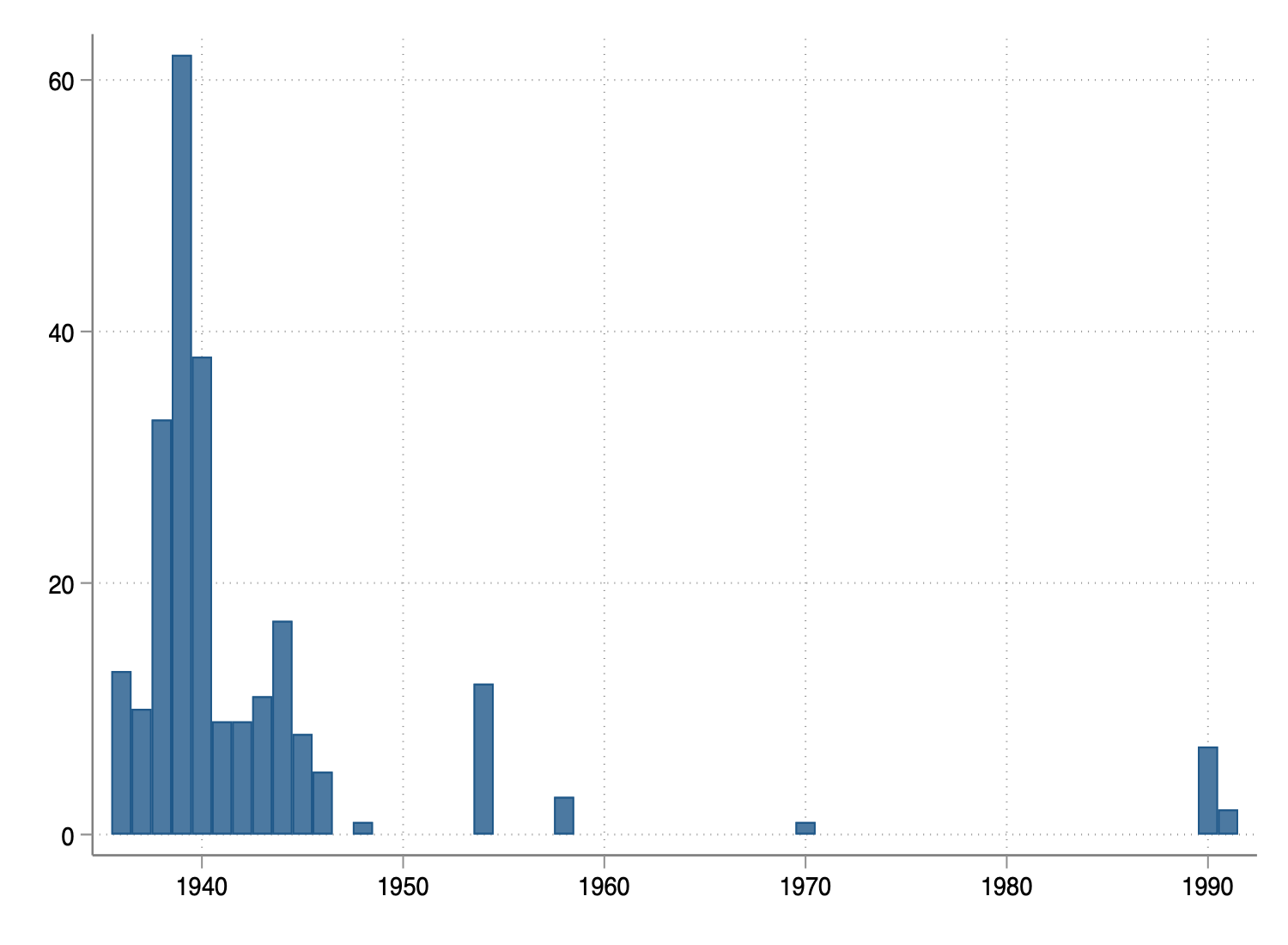
Antal tillkomna bostadshus per år i Hammarbyhöjden med byggstart före 1990.

Riksantikvarieämbetet inventerade bebyggelsen i stadsdelen 2004–2007. Samtlig bebyggelse som byggdes före 1990 inventerades. En tidigare bebyggelseinventering gjordes 1984 av Stadsmuseet i Stockholm.

### Bostadshus
Det första bostadshuset började byggas 1935 och fram till 1989 påbörjades byggen av 241 bostadshus. 118 eller runt 49 procent av dessa färdigställdes 1936–1939. Under 1940-talet färdigställdes ytterligare 98 bostadshus och under 1950-talet ytterligare 15. 
Därefter dröjde det till 1970 innan ännu ett bostadshus färdigställdes. Då färdigställdes flerbostadshuset Klokryparen 6 vid Nathorstvägen 46 i anslutning till och i samband med byggandet av Hammarbykyrkan som invigdes 1969. Klokryparen 6 inköptes 1999 av Stiftelsen Stockholms Studentbostäder och har använts som studentbostäder sedan dess. Inte förrän 1987 började man bygga bostadshus igen, vilka färdigställdes 1990 och 1991.

### Affärer och butiker
De första lokalerna som användes som affär eller butik tillkom 1936 vid Olaus Magnus väg 17 och 20. 1937 tillkom ytterligare två affärer och butiker vid Strahlenbergsgatan 21—25 samt runt Finn Malmgrens plan. Före 1990 växte därefter antalet affärer och butiker fram till 1954 då 28 lokaler för affärer och butiker stod klara. Merparten går att finna runt eller nära Finn Malmgrens plan.

### Daghem
Daghemmet Hammarbygården uppfördes som första daghem 1938 i fastigheten Blåvingen 4 vid Johan Printz väg 26. Den låg i anslutning till Stockholmshems barnrikehus. Den tog emot runt 40 barn dagligen med möjlighet till barnpassning även efter stängningsdags då personalen bodde i barnstugan. Blåvingen 4 är även känt för att vara en av Stockholms första ungdomsgårdar. Sedan 2004 används byggnaden endast som flerbostadshus.
Inte förrän 1982 tillkom ytterligare daghem när sådana uppfördes vid Petrejusvägen 23 och Finn Malmgrens väg 39.

### Äldreboenden
Judiska Hemmet var det första äldreboendet i Hammarbyhöjden och invigdes 1959 vid Lödösevägen 9A och 9B. Precis söder om Hammarbyhöjdens tunnelbanestation uppfördes ytterligare ett äldreboende under mitten av 1980-talet under namnet Hammarbyhöjdens servicehus, senare kallad Hammarbyhöjdens seniorboende.

### Församlingshem
Fram till 1969 då Hammarbykyrkan invigdes fanns inget församlingshem i stadsdelen.

## Hammarbyhöjden före 1930
Före 1930 omfattades Hammarbyhöjden av Hammarby gårds egendom som sedan 1551 ägts av Danvikens hospital. När Stockholms stad och dess hamnstyrelse börjar planera för Danvikskanalen under 1910-talet beslöt Danvikens hospital att sälja marken till staden och istället uppföra Danvikshem. Hammarby gård med ägor köps därefter upp av Stockholms stad 1917 men inkorporeras med stadskommunen först 1 januari 1930.
Fram till 1936 var området fortfarande obebyggt förutom för ett par torp, koloniområden och handelsträdgårdar precis norr om Olaus Magnus väg. Sydväst om Hammarbyhöjdens tunnelbanestation, nära Blåsut, fanns också koloniträdgårdar, en dansbana och ett litet stenbrott.
I norra delen av Hammarbyhöjden, idag omgärdad av Olaus Magnus väg, Kalmgatan, Strahlenbergsgatan och Petrejusvägen, låg Stockholms sista avrättningsplats Galgbacken, där bland annat Gustav III:s mördare Johan Anckarström avrättades 1792. Sista avrättningen ägde rum 1862 då gardisten Pehr Victor Göthe miste huvudet för mord på en bodmamsell på Hornsgatan. Det berättas att vid byggandet av nya Hammarbyhöjden hittades benrester i marken. Detta var man dock tvungna att hålla tyst om, för att inte skrämma upp de nya hyresgästerna. Stockholmskällan har texter om personer som avrättats vid Galgbacken.

## Hammarbyhöjden på 1930-, 1940- och 1950-talen

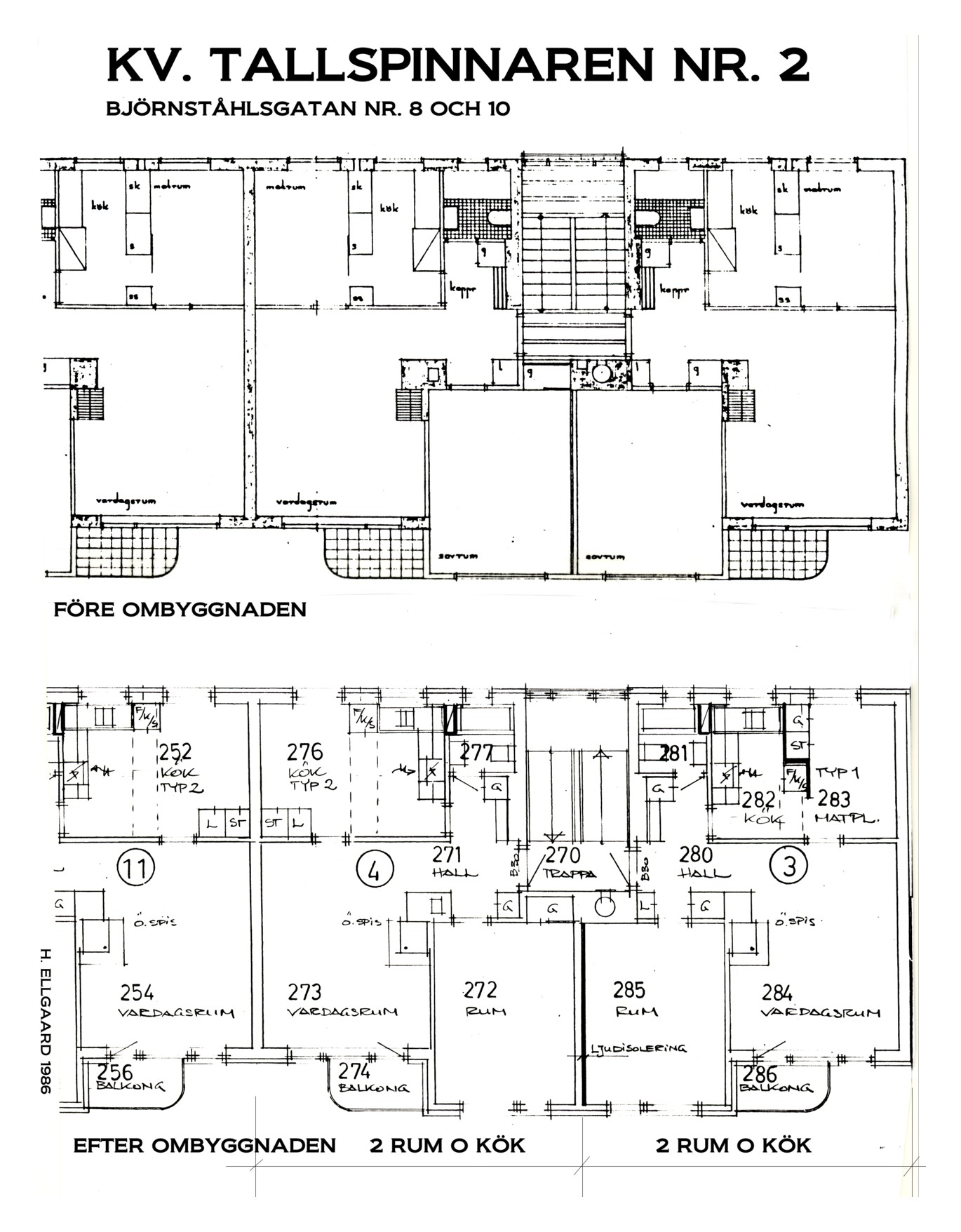
Kv. Tallspinnaren, typisk 2:a före och efter ombyggnad 1937/1986.

### 1930-talet
Den stora depressionen försatte västvärlden i en ekonomisk kris i början av 1930-talet. Sverige såg en ovanligt hög arbetslöshet med 200 000 arbetslösa vintern 1932–1933. Barnfamiljerna drabbades hårt av krisen och en tredjedel av barnen var undernärda vid denna tid. Födelsetalen sjönk kraftigt och blev bland de lägsta i världen samtidigt som bostadsproduktionen minskade med en tredjedel 1931–1933. Trångboddheten i stenstadens hyreskaserner var svår och bostadsstandarden undermålig. Endast 34 procent av Stockholms innerstadslägenheter hade eget bad.

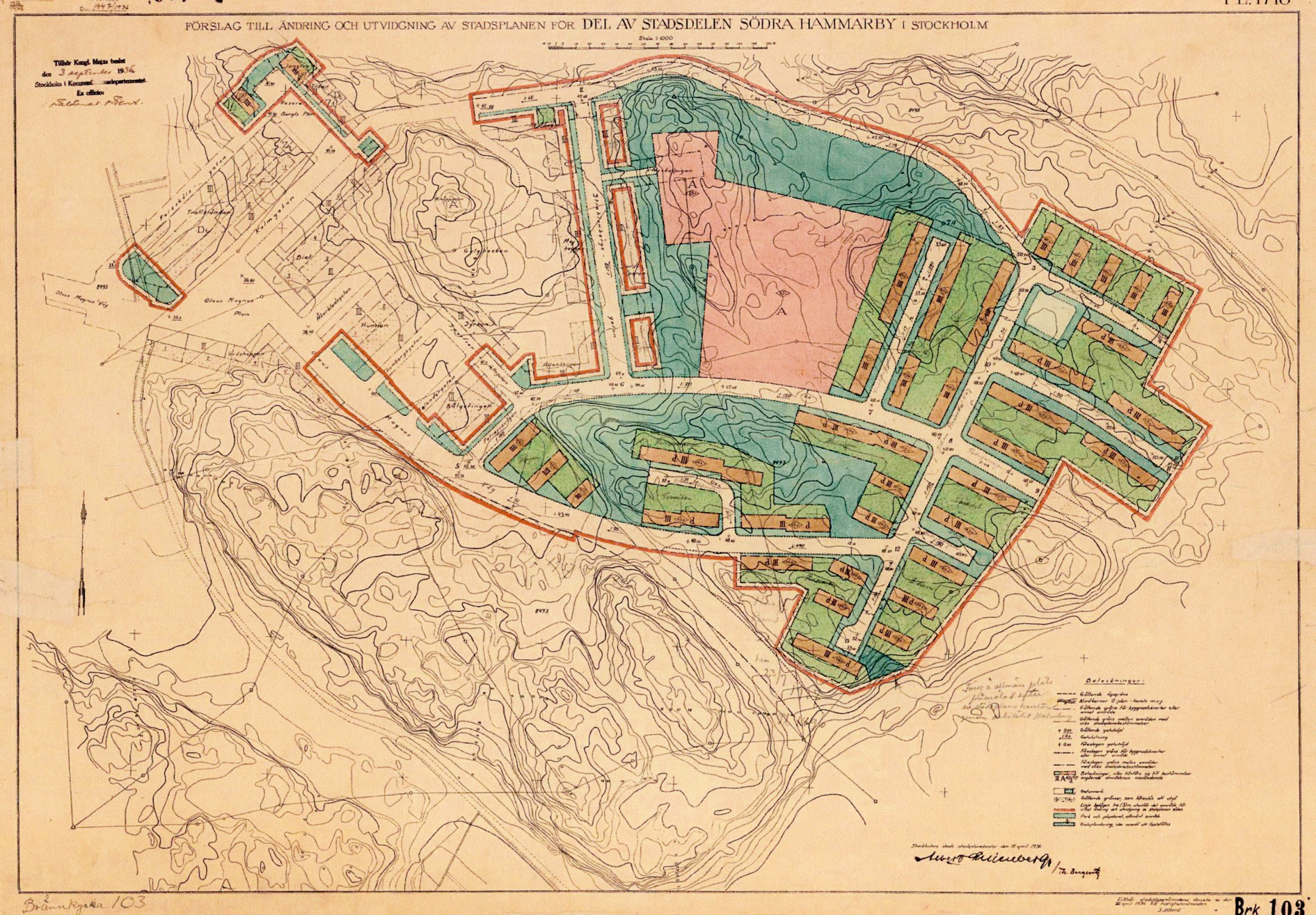
Stadsplan för området kring Finn Malmgrens väg från 1936.

I början av 1930-talet bodde 85 procent av Stockholms stads invånare i hyreshus i innerstaden. Delar av de stora områden utanför Stockholms tullar och som Stockholms stad köpt på sig under 1910-talet hade planerats som trädgårdsstäder under sent 1910-tal och 1920-talet. Exempelvis Gamla Enskede, Enskededalen, Ulvsunda och Äppelviken var alla byggda på relativt platta områden med villabebyggelse, radhuslängor och ett fåtal flerfamiljshus i två våningar. Även Enskedefältet som byggs i egnahemsregi med start 1930 kan anslutas här. Kvar fanns flera starkt kuperade områden som inte passade för trädgårdsstadsbebyggelse, bland annat Traneberg och Hammarbyhöjden. Den statliga bostadspolitiken inleddes 1935 med ett särskilt stöd till bostäder till "mindre bemedlade barnrika familjer". Detta var en direkt reaktion på Alva och Gunnar Myrdals debattbok Kris i befolkningsfrågan från 1934, där bland annat bättre och större bostäder föreslogs.

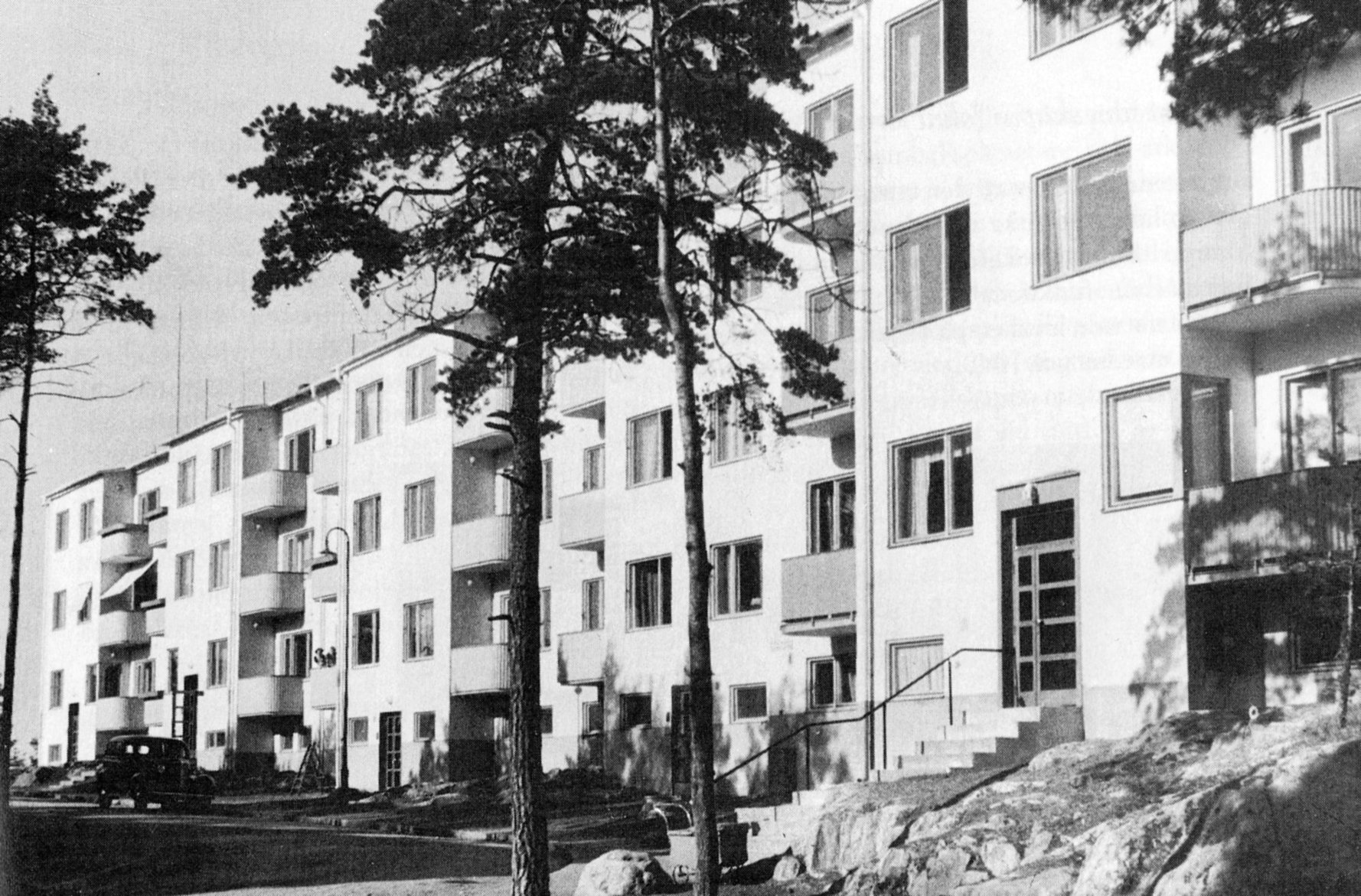
Kv. Tallspinnaren, Björnståhlsgatan, 1940-tal.

Planeringen av Hammarbyhöjden började redan under 1920-talets slut. Den första stadsplanen fastställdes i september 1930 och omfattade den nordvästra delen. Bebyggelsen grupperades i solfjädersform runt Galgbacken. Husen om tre- och fyra våningar placerade direkt i terrängen omgivna av berg och skog. Hur sådana områden och bostäder kunde gestaltas visades redan på Stockholmsutställningen 1930, med Tysklands moderna bostadsbyggande som förebild. Axel Dahlberg (1882–1967) var fastighetsdirektör i Stockholm under åren 1933 till 1945 och räknas som drivande kraft bakom projektet. Men husen i stadsplanen, som ritats av fastighetskontorets egna arkitekter med funktionalistiska stadsplaneideal som förebild, kritiserades för sitt stora djup om 15 meter.
På våren 1930 ansökte Bostadsaktiebolaget S:t Örjan om en ändrad plan för området. De skickade med en ny planritning daterad 16 maj 1931 av Ragnar Östberg. Det var den första stadsplanen som gjordes med smalhus och täckte samma område som den tidigare planen från september 1930.
Byggandet av Hammarbyhöjden dröjde dock fram till 1935 och då fanns det mer inspiration att ta från andra delar av staden. Fastän ingen tävling anordnades för byggandet av Hammarbyhöjden fanns det en tävling att basera bebyggelsen på. 1932 hade den stora Årstatävlingen avgjorts och trots att dessa planer för Årsta inte genomfördes applicerades bebyggelsen först på Traneberg 1934 och senare Hammarbyhöjden 1935.
Hammarbyhöjden och Traneberg är idag kända för sina så kallade barnrikehus, smalhus på tre våningar med källare och utan vind, 9–10 meter breda, med två lägenheter per trapplan, balkonger och trapphus med fönster. Lägenheter ska ha fönster åt två väderstreck och storleken är företrädesvis mellan 35 och 59 kvadratmeter. 
Västra Hammarbyhöjden och delarna norr om tunnelbanan bebyggdes huvudsakligen 1936–1939. De första husen vid Olaus Magnus väg var inflyttningsklara i 1 oktober 1936. Husen placerades mitt i terrängen runt Galgbacken och ritade av Wolter Gahn samt byggda av AB Familjebostäder. Familjebostäder ställde krav på minst tre barn för att få hyra en lägenhet i deras bestånd. Lägenheterna bestod av ett eller två rum och höll för denna tid hög standard med både badrum och kök. Hit flyttade många trångbodda barnfamiljer från innerstaden. Flera av husen var så kallade barnrikehus, avsedda för familjer med många barn, ibland med daghem i bottenvåningen. Alla hus hade centralvärme, stora fönster släppte in ljus och luft, i trappuppgången fanns ett sopnedkast och på gården en lekplats i det gröna. Området kallades "den vita staden" på grund av sin ljusa färgsättning i vitt, créme och ljusgult.
Liksom Traneberg ritades husen i Hammarbyhöjden av numera kända funkisarkitekter som Sture Frölén, Björn Hedvall, Archibald Frid, Albin Stark och Edvin Engström.

1988 berättade en av hyresgästerna vars familj kom 1938 till Hammarbyhöjden följande:
| ”      | Jag vet att mamma var så lyckligt för hon tyckte att det var så fantastiskt att skruva på vatten, för det hade vi inte där vi bodde förut. Jag minns hur hon stod och sjöng när hon diskade. | „ |
| [ 28 ] | |   |

### 1940- och 1950-talet

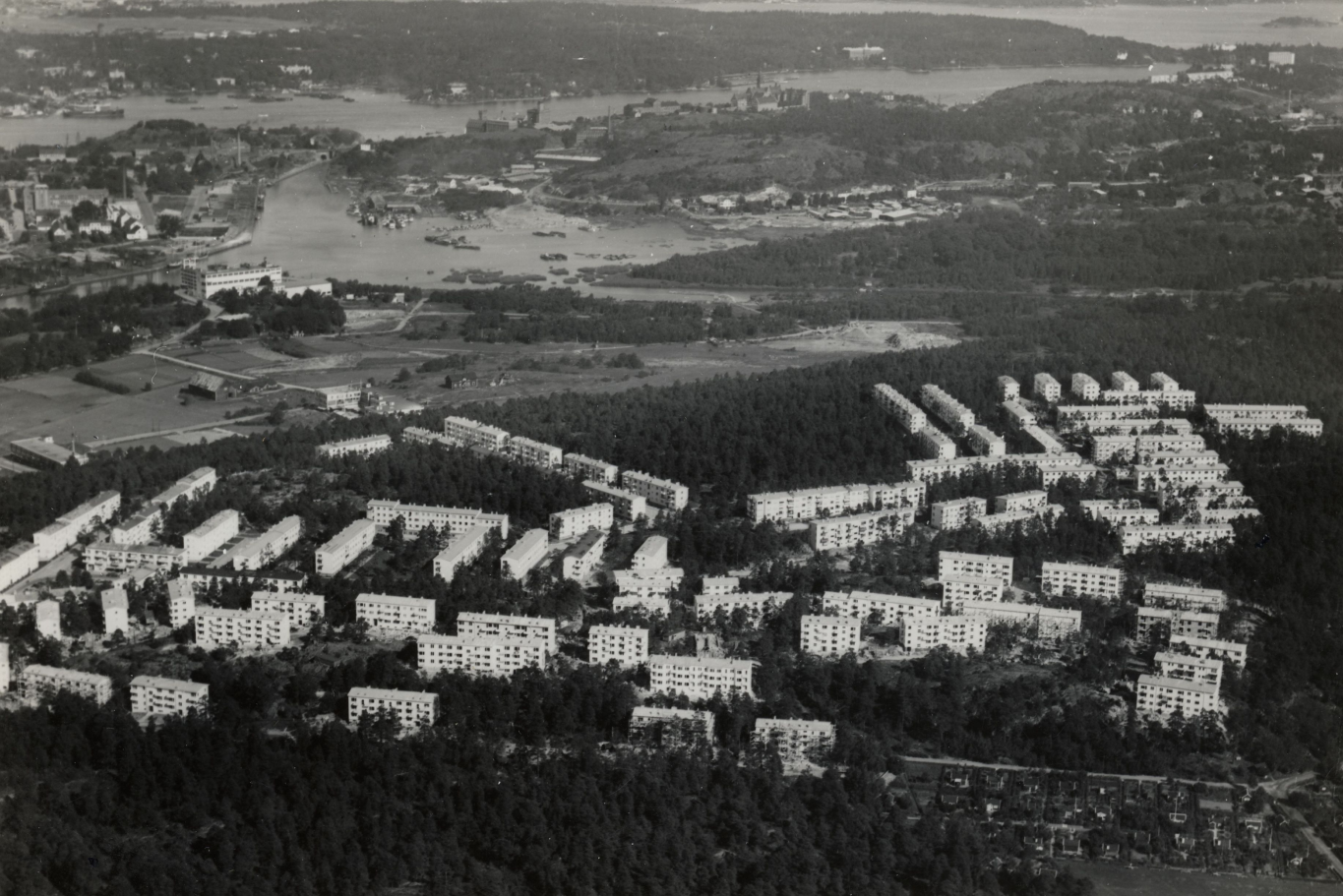
Flygfoto från 1940-talet.

Utbyggnaden under 1940-talet då området söder om nuvarande tunnelbana bebyggdes. Man uppförde åtta låga punkthus efter ritningar av arkitekterna Archibald Frid och Edvin Engström.
När området var nytt var det ont om service och affärer i stadsdelen. Det fanns mest småbutiker i husens bottenvåningar. Biografen Kaza på Palandergatan 33 som invigdes 16 september 1939 med 440 platser uppskattades av de boende i området.

### Kommunikationer
Väster om Hammarbyhöjden passerade spårvägslinjerna Enskedebanan och Örbybanan med hållplats vid Olaus Magnus väg. Dessa gick före september 1946 över Skansbron och därefter över Skanstullsbron, då hållplatsen flyttades. Busslinje nummer 79 förband Finn Malmgrens plan med Brunkebergstorg. I oktober 1950 invigdes tunnelbanelinje 18 med en tunnelbanestation i Skärmarbrink runt 400 meter från Olaus Magnus väg. Först 17 april 1958 öppnades tunnelbanestationen i Hammarbyhöjden som förkortade invånarnas restider väsentligt.

## Hammarbyhöjden efter 1980-talet
Efter 50 år hade barnrikehusen blivit till "pensionärsrikehus". I början på 1950-talet hade Hammarbyhöjden sin största folkmängd med 13 360 invånare, 1985 var antalet 5 574. Barnen hade flyttat ut och föräldrarna bodde kvar. 1940 var antal boende per lägenhet 3,59. År 1984 hade den siffran sjunkit till 1,34 och andel pensionärer var över 30 procent. Andra ytterstadsområden från 1930- och 40-talen hade en liknande situation.
För att minska utflyttningen antog Stockholms kommunfullmäktige 1983 ett handlingsprogram för upprustning av den äldre ytterstaden. Här formulerades idéer som sammanslagning och modernisering av lägenheter, installation av hissar och nybyggnad av bostadshus (så kallad förtätning). I programmet namngavs sex prioriterade stadsdelar, som ansågs ha störst behov av "stadsförnyelse", Hammarbyhöjden var en av dessa.
På 1980-talet renoverades och upprustades området, återigen med statliga subventioner och statligt subventionerade lån för renovering, ombyggnad och tillbyggnad (så kallade ROT-lån). En viss förtätning utfördes, men inte i den omfattning som ursprungligen planerades.
Åren 2007 och 2008 uppfördes nya hus mellan Hammarbydepån och Sofielundsvägen i Enskededalen. Dessutom skedde förtätning vid Ulricehamnsvägen.

## Programmet Hammarbyhöjden-Björkhagen

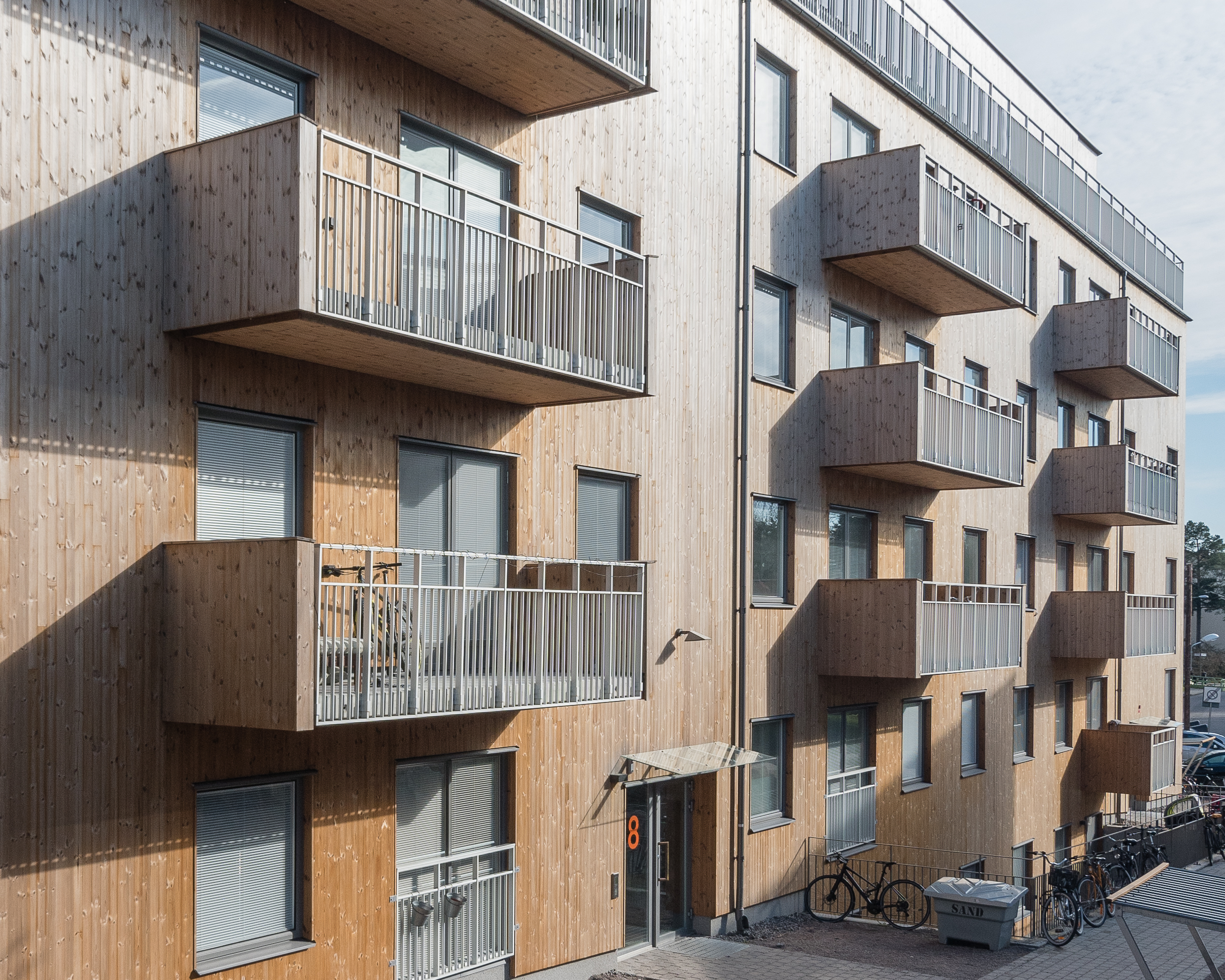
Kvarteret Taklampan vid Finn Malmgrens väg 118 i Björkhagen färdigställt 2016.

Stockholm kommuns stadsbyggnadsnämnd godkände i juni 2016 ett program för Hammarbyhöjden och Björkhagen. Målet är att knyta samman stadsdelarnas offentliga miljöer, skapa nya bostäder samt ge bättre förutsättningar för lokal handel, service och rekreation. Programmet innehåller runt 2 700 nya bostäder, tio nya förskolor, en ny grundskola, och en ny multisporthall. 

## Gatunamn
Norr om Hammarbyhöjdens tunnelbanestation är stadsdelens gator döpta efter kända män, främst upptäcktsresande, etnologer och reseskildrare:
- Björnståhlsgatan är uppkallad efter Jacob Jonas Björnståhl
- Finn Malmgrens plan och Finn Malmgrens väg efter Finn Malmgren
- Forsskålsgatan efter Peter Forsskål
- Hasselquistvägen efter Fredrik Hasselquist
- Johan Printz väg efter Johan Printz
- Kalmgatan efter Pehr Kalm
- Nathorstvägen efter Alfred Nathorst
- Olaus Magnus väg efter Olaus Magnus
- Per Lindeströms väg efter Per Lindeström
- Palandergatan efter Louis Palander
- Petrejusvägen efter Petrus Petrejus
- Renathvägen efter Johan Gustaf Renat
- Sparrmansvägen efter Anders Sparrman
- Solandergatan efter Daniel Solander
- Sparfvenfeltsgatan efter Johan Gabriel Sparfwenfeldt
- Sten Bergmans väg efter Sten Bergman
- Strahlenbergsgatan efter Philip Johan von Strahlenberg
- Thunbergsgatan efter Carl Peter Thunberg
- Wahlbergsgatan efter Johan August Wahlberg
- Åkerbladsgatan efter Johan David Åkerblad

Söder om tunnelbanestationen är alla utom två av stadsdelens gator döpta efter orter i Västergötland:
- Alingsåsvägen är uppkallad efter Alingsås
- Boråsvägen efter Borås
- Falköpingsvägen efter Falköping
- Lidköpingsvägen efter Lidköping
- Lödösevägen efter Lödöse
- Skarabacken efter Skara
- Tidaholmsvägen och Tidaholmsplan efter Tidaholm
- Ulricehamnsvägen efter Ulricehamn
- Vänersborgsvägen efter Vänersborg

De två undantagen är:
- Garagevägen, troligtvis uppkallad efter det bussgarage som invigdes 1947 vid Hammarbydepån utmed vägen;
- Paternostervägen, uppkallad efter fyren Pater Noster.[1]Hammarbyhöjdens idrottsplats

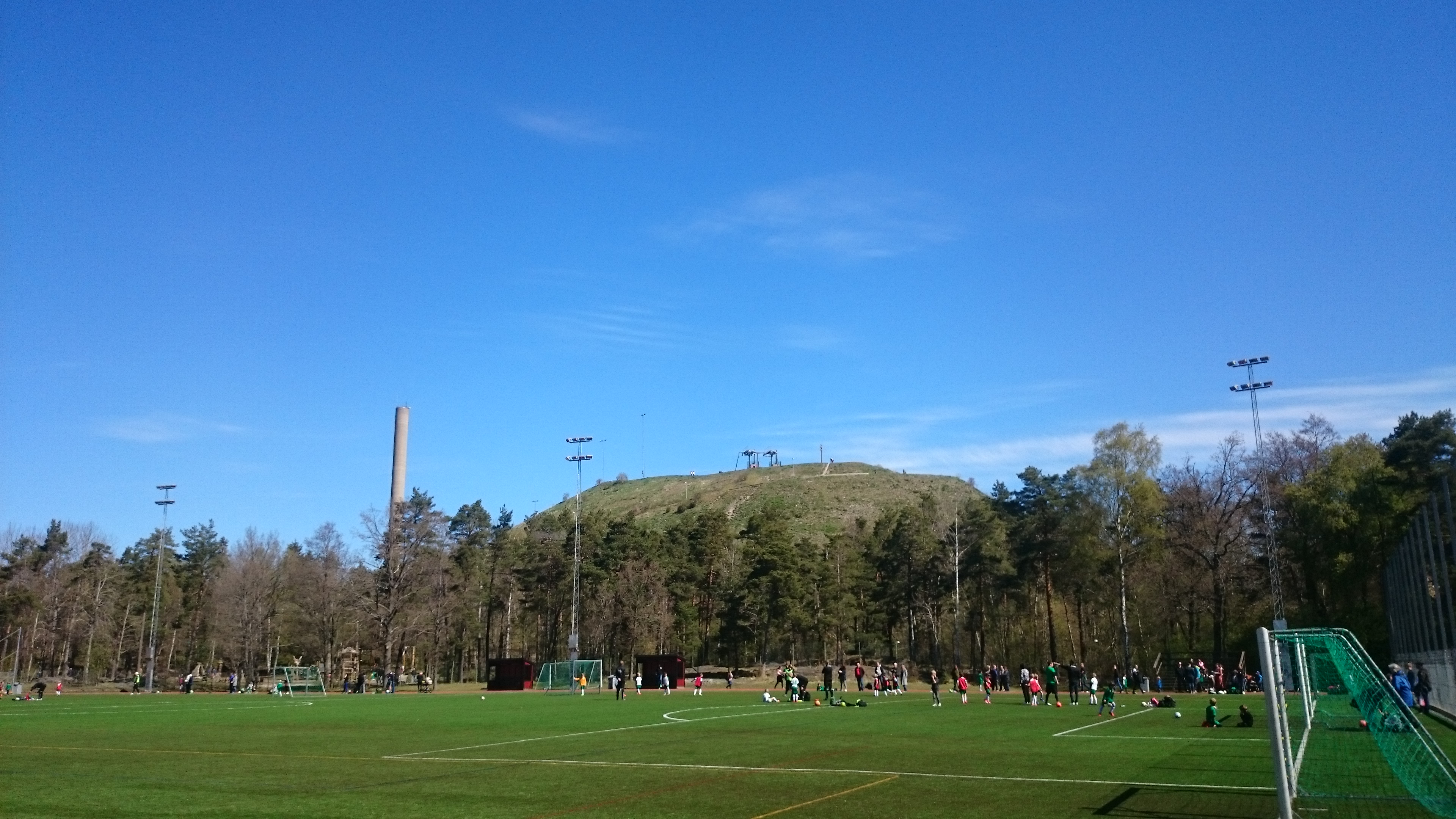
Hammarbyhöjdens idrottsplats

## Sport
Bakom Hammarbybacken i stadsdelens nordöstra del ligger Hammarbyhöjdens idrottsplats, en kommunal idrottsanläggning. Den består av löparbanor och en konstgräsplan för 11-spel, alternativt fyra banor för 5-spel.

## Utbildning
Under de första åren saknades skola i Hammarbyhöjden. Barn fick gå kvar i sina skolor i Södermalm eller börja på skolor i Gamla Enskede där Enskede skola låg närmast till hands. 1943 tillkom dock Hammarby folkskola som funnits i stadsdelen sedan dess förutom ett uppehåll 1976–1989. 1951 tillkom även Nytorpsskolan som har funnits kvar utan avbrott. Sedan 1990 är även Kristna skolan belägen i stadsdelen.

## Demografi
Den 1 november 1936 kunde de första familjerna flytta in i Hammarbyhöjden. De kom framförallt från Stockholms innerstad, särskilt Södermalm, och tillhörde arbetarklassen. Under 1940- och 1950-talet var allt fler av inflyttarna från andra delar av Stockholm och Sverige samtidigt som andelen tjänstemän bland inflyttarna ökade. 
En undersökning av boende i 195 hushåll för åren 1936 och 1941, vilken ej inkluderade lägenheterna i barnrikehusen, visar att andelen småbarn var stora i området relativt andelen i hela Stockholms stad, samt att de flesta vuxna var under 40 år.
| År   | Antal | Katarina församling (%) | Sofia församling (%) | Högalids församling (%) | Maria Magdalena församling (%) | Vasastaden och Norrmalm (%) | Gamla stan och Östermalm (%) | Kungsholms församling (%) | Stockholms innerstad (%) | Stockholms stad i övrigt (%) | Stockholms län i övrigt (%) | Sverige i övrigt (%) | Utlandet (%) |
| ---- | ----- | ----------------------- | -------------------- | ----------------------- | ------------------------------ | --------------------------- | ---------------------------- | ------------------------- | ------------------------ | ---------------------------- | --------------------------- | -------------------- | ------------ |
| 1936 | 839   | 36                      | 17                   | 13                      | 8                              | 4                           | 5                            | 4                         | 87                       | 10                           | 1                           | 2                    | 1            |
| 1944 | 1276  | 22                      | 3                    | 10                      | 5                              | 9                           | 9                            | 2                         | 60                       | 8                            | 11                          | 20                   | 1            |
| 1952 | 1340  | 15                      | 8                    | 6                       | 1                              | 10                          | 8                            | 8                         | 56                       | 19                           | 8                           | 16                   | 0            |

| Yrke                            | 1936 | 1944 | 1952 |
| ------------------------------- | ---- | ---- | ---- |
| Arbetare                        | 28   | 16   | 8    |
| Hantverkare och specialarbetare | 17   | 20   | 20   |
| Högre tjänstemän                | 5    | 8    | 22   |
| Lägre tjänstemän                | 11   | 27   | 15   |
| Småföretagare                   | 9    | 5    | 8    |
| Serviceanställda                | 17   | 8    | 22   |
| Övriga                          | 13   | 16   | 5    |

| Ålder     | Södra Hammarby (antal) | Södra Hammarby (procent) | Stockholms stad 1936 (procent) | Stockholms stad 1941 (procent) |
| --------- | ---------------------- | ------------------------ | ------------------------------ | ------------------------------ |
| 0–5 år    | 60                     | 11,7                     | 4,6                            | 5,9                            |
| 5–15 år   | 45                     | 8,8                      | 9,0                            | 8,2                            |
| 15–25 år  | 60                     | 13,4                     | 16,2                           | 15,0                           |
| 25–40 år  | 89                     | 49,9                     | 30,6                           | 30,0                           |
| 40–65 år  | 79                     | 15,4                     | 32,1                           | 33,2                           |
| 65–100 år | 4                      | 0,8                      | 7,4                            | 7,7                            |

## Kända invånare
- Peter Pohl anlände som femåring till Hammarbyhöjden 1945 med de vita bussarna från det dåvarande Tyska riket. Pohl växte upp i området vid Lidköpingsvägen 64 under 1940- och 50-talen.[36][37][38] Flera av hans böcker utspelar sig i trakterna kring Hammarbyhöjden. Bland dessa finns hans debutroman Janne, min vän (1985) och hans andra roman, Regnbågen har bara åtta färger (1986), som skildrar en femårig tysk pojkes flykt till Sverige.[39]
- Willy Brandt flydde till Sverige 1940 och bosatte sig i Hammarbyhöjden 1942.[40] Under sin tid där var han bosatt på adresserna Finn Malmgrens väg 23 samt Hasselquistvägen 20–22.[41]
- Peter Morén flyttade till Hammarbyhöjden 2008.[42]

## Bildgalleri

Karaktäristiska smalhus i Hammarbyhöjden
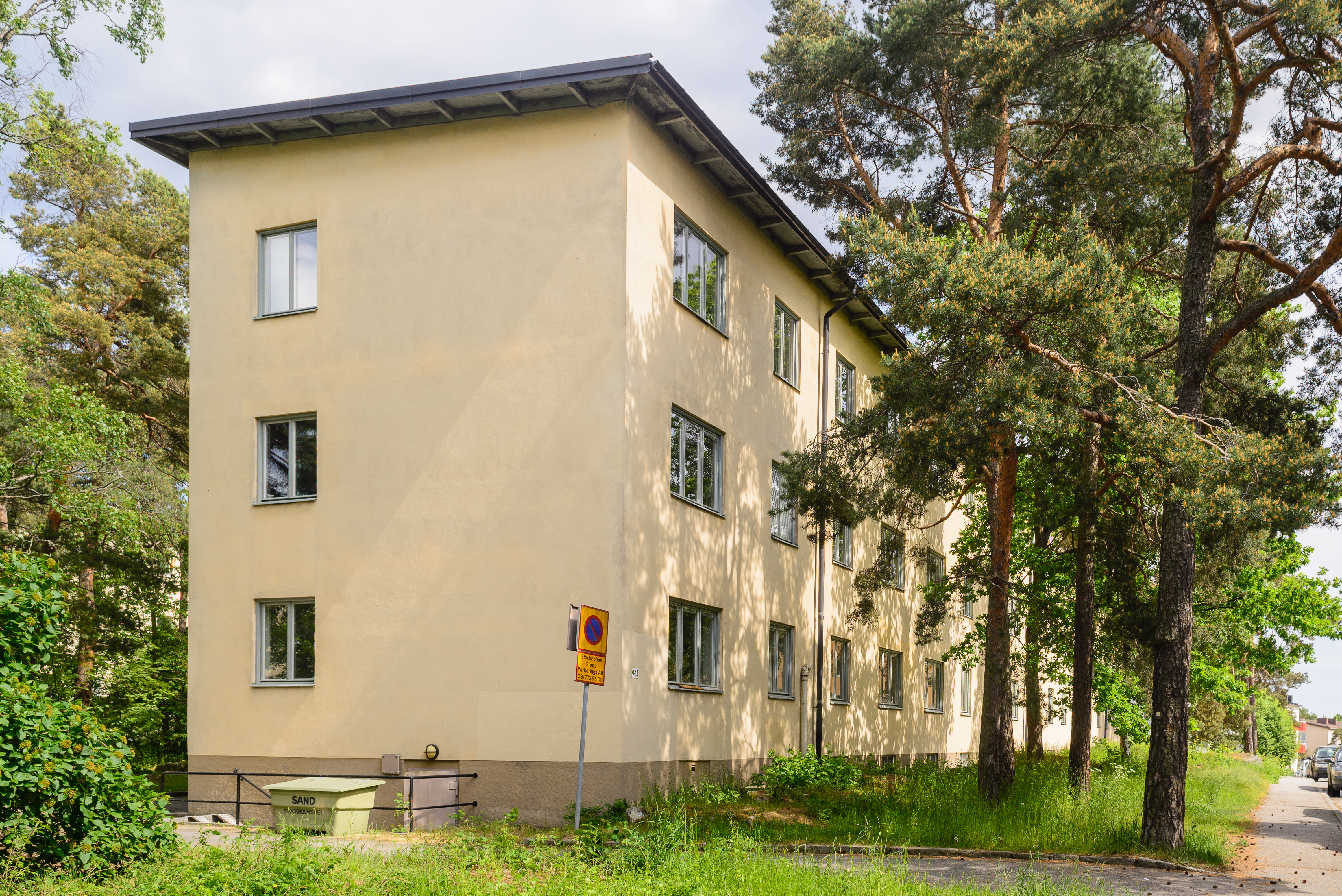
Nattsländan 2
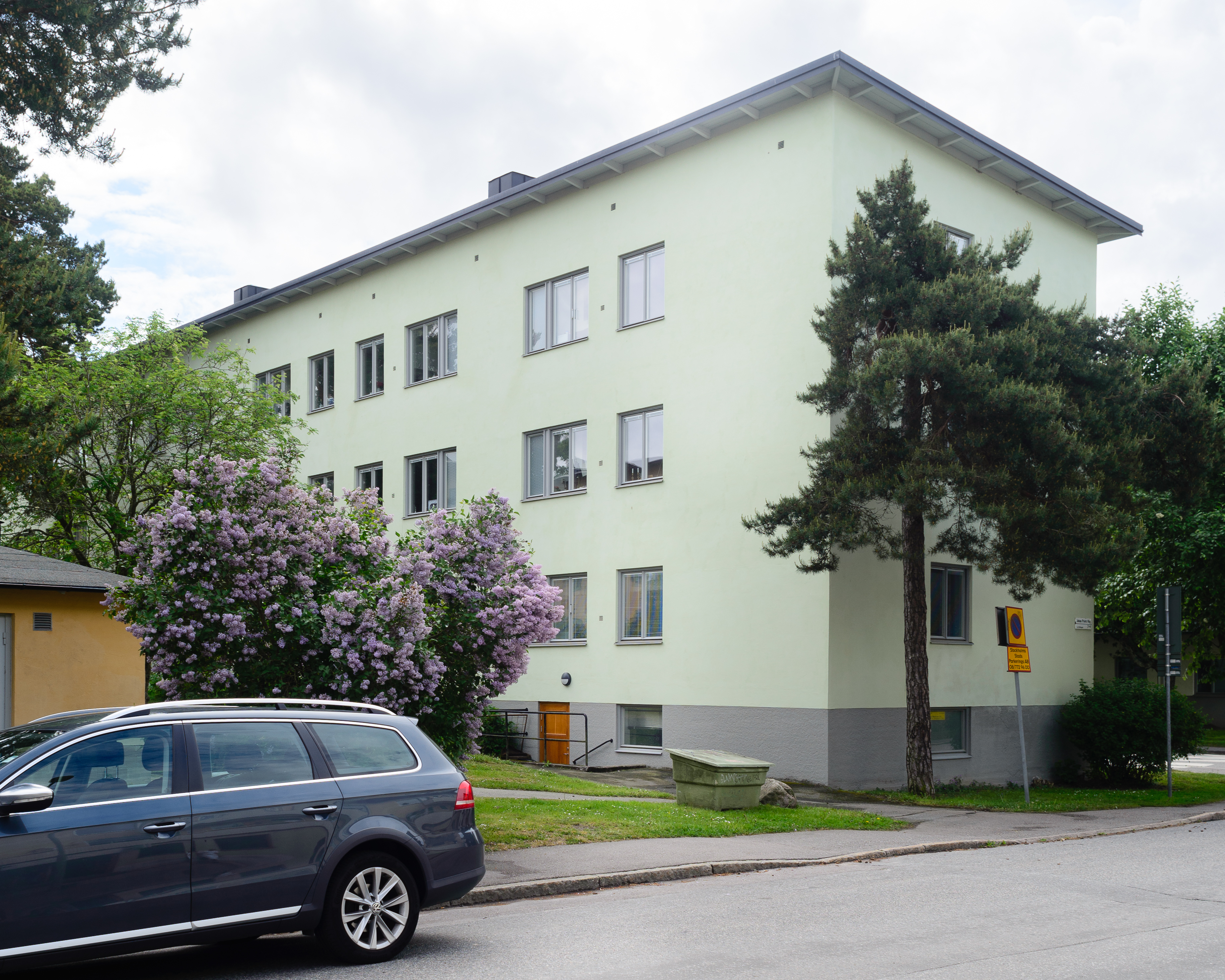
Guldbaggen 1
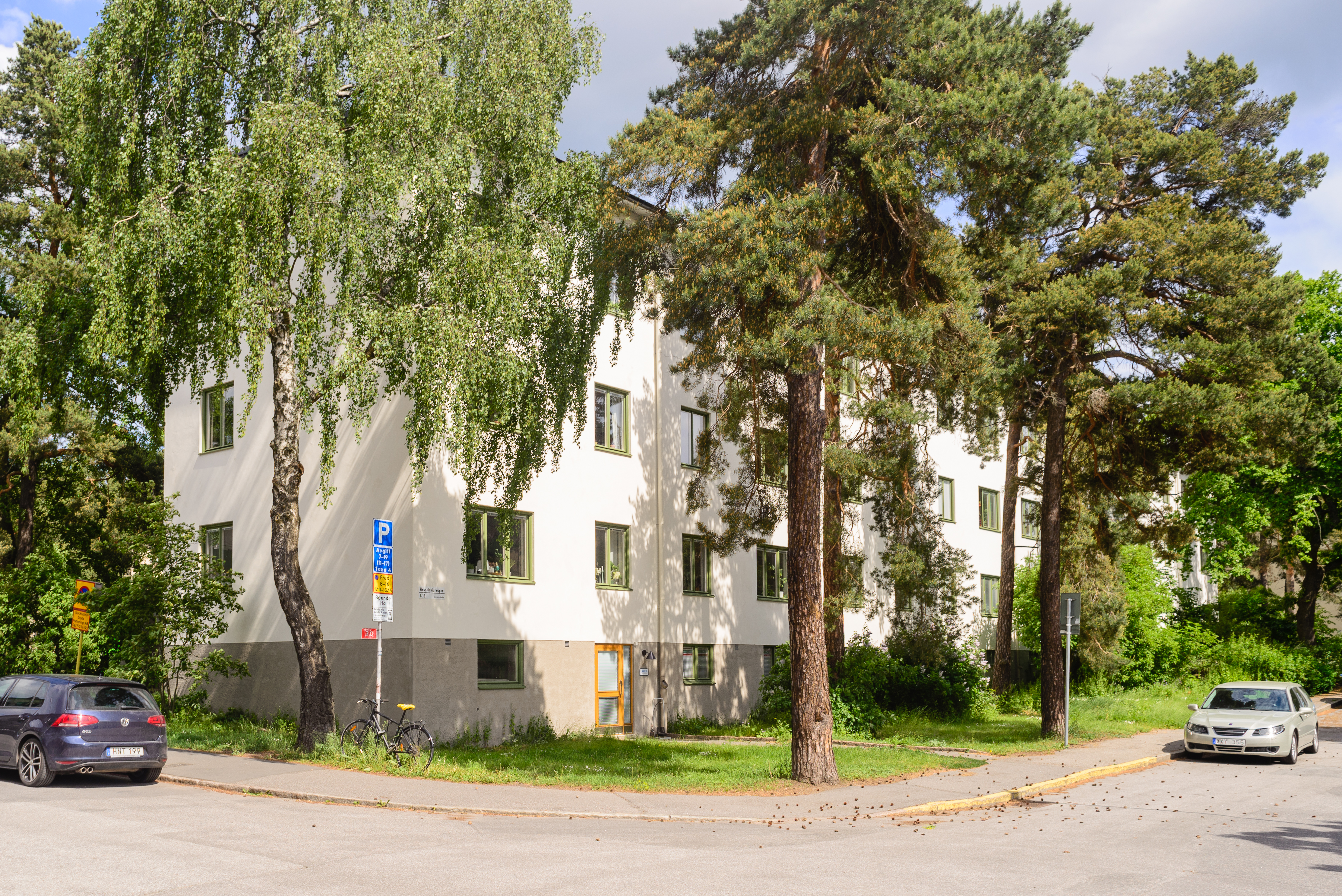
Nattsländan 3
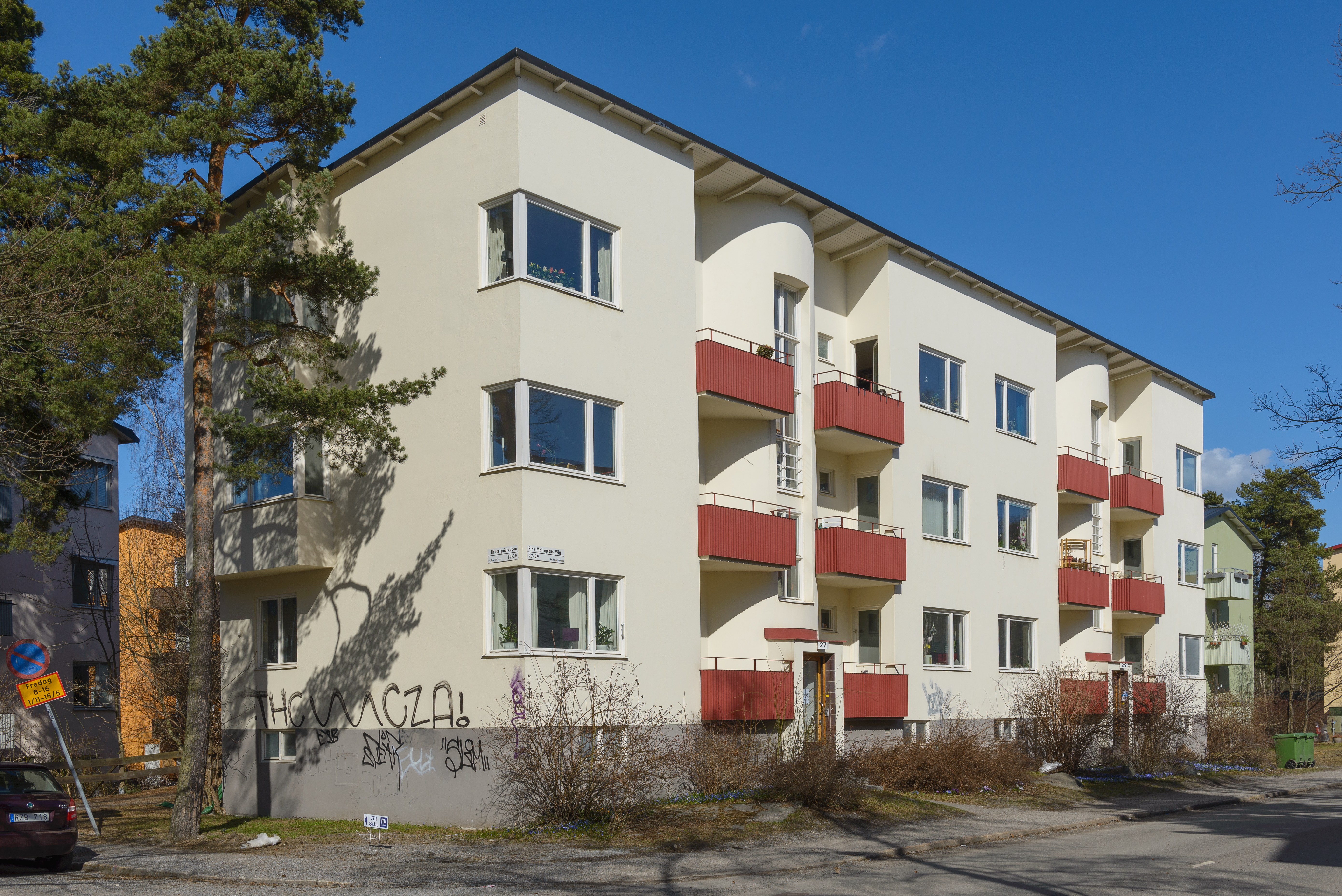
Polarforskaren 10
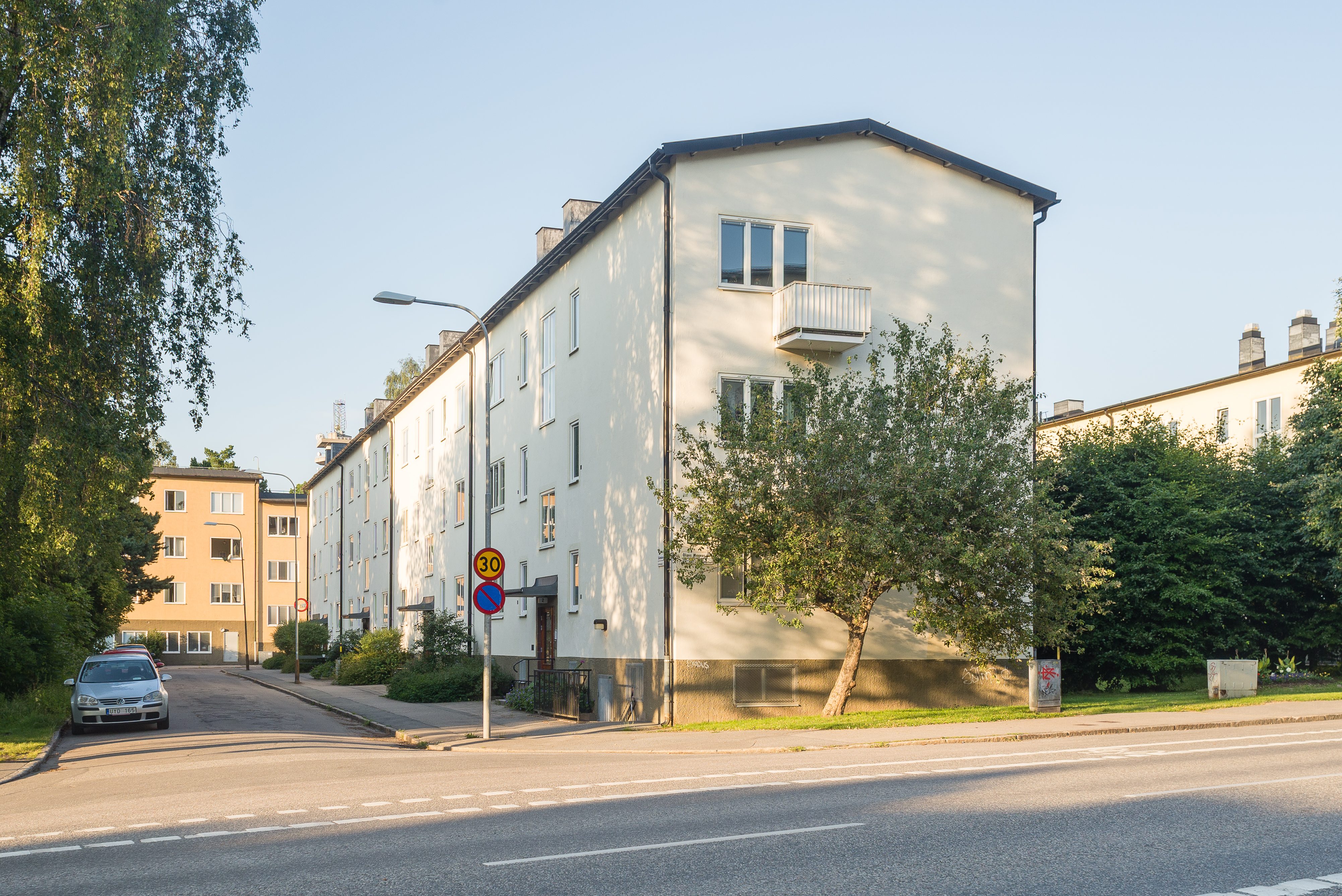
Bålgetingen 1